# Heptagenia
Heptagenia is een geslacht van haften (Ephemeroptera) uit de familie Heptageniidae.

## Soorten
Het geslacht Heptagenia omvat de volgende soorten:
- Heptagenia adaequata
- Heptagenia chinensis
- Heptagenia culacantha
- Heptagenia dalecarlica
- Heptagenia dolosa
- Heptagenia elegantula
- Heptagenia flava
- Heptagenia flavata
- Heptagenia flavescens
- Heptagenia guranica
- Heptagenia julia
- Heptagenia kyotoensis
- Heptagenia longicauda
- Heptagenia marginalis
- Heptagenia nubila
- Heptagenia patoka
- Heptagenia pectoralis
- Heptagenia perflava
- Heptagenia pulla
- Heptagenia quadripunctata
- Heptagenia samochai
- Heptagenia solitaria
- Heptagenia sulphurea
- Heptagenia townesi
- Heptagenia traverae
- Heptagenia whitingi